# دوايت إيفانز (لاعب كرة قاعدة)
دوايت إيفانز (بالإنجليزية: Dwight Evans) هو لاعب كرة قاعدة أمريكي، ولد في 3 نوفمبر 1951 في سانتا مونيكا في الولايات المتحدة.

## وصلات خارجية
- دوايت إيفانز على موقع دوري كرة القاعدة الرئيسي (الإنجليزية)
- دوايت إيفانز على موقعبيزبول رفرنس.كوم (الدوري الرئيسي) (الإنجليزية)
- دوايت إيفانز على موقعبيزبول رفرنس.كوم (الدوري الثانوي) (الإنجليزية)
- دوايت إيفانز على موقع جمعية أبحاث البيسبول الأمريكية (الإنجليزية)
- دوايت إيفانز على موقع إي إس بي إن.كوم (أم.أل.بي) (الإنجليزية)
- دوايت إيفانز على موقع مشجعي الرسوم البيانية (الإنجليزية)
- دوايت إيفانز على موقع IMDb (الإنجليزية)
- دوايت إيفانز على موقع قاعدة بيانات الفيلم (الإنجليزية)